# Florian Scheurle
Florian Scheurle (* 14. Februar 1960 in Viersen) ist ein deutscher Ministerialbeamter.

## Leben
Scheurle studierte in Würzburg, Freiburg und Heidelberg Rechtswissenschaften. Er war Ministerialdirektor im Bundesministerium der Finanzen. Dort leitete er ab 2005 als Nachfolger von Gerhard Juchum die Abteilung Besitz- und Verkehrssteuern. Seit 30. März 2010 ist er Präsident des Bundesamtes für zentrale Dienste und offene Vermögensfragen (BADV) und des Bundesausgleichsamtes (BAA). Er trat die Nachfolge von Horst-Dieter Kittke an.  Scheurle ist ein verheirateter vierfacher Familienvater. Im Jahr 2013 erhielt er die Kurt-Hegner-Denkmünze des REFA.